# Chelydra acutirostris
Espèce
Synonymes
- Chelydra serpentina acutirostris Peters 1862

Chelydra acutirostris est une espèce de tortues de la famille des Chelydridae.

## Répartition
Cette espèce se rencontre en Amérique tropicale :
- en Colombie dans les départements d'Antioquia, d'Atlántico, de Bolívar, de Cauca, de Chocó, de Córdoba, de Magdalena, de Nariño, de Sucre et de Valle del Cauca ;
- au Costa Rica ;
- en Équateur ;
- au Honduras ;
- au Nicaragua ;
- au Panamá.

## Publication originale
- Peters, 1862 : Über einen neuen Phyllodactylus aus Guayaquil. Monatsberichte der Königlichen Akademie der Wissenschaften zu Berlin, vol. 1862, p. 626–627 (texte intégral).